# Darul Amin
Darul Amin is een bestuurslaag in het regentschap Aceh Tenggara van de provincie Atjeh, Indonesië. Darul Amin telt 518 inwoners (volkstelling 2010).